# Jetisu (tỉnh)
Tỉnh Jetisu (tiếng Kazakh: Жетісу облысы, Jetısu oblysy, [ʐʲetɘsɘw ɔbɫəsɯ]; tiếng Nga: Жетысуская область, [ʐʲetɨsuˈskəjɐ ɔbɫəstʲ]), đôi khi viết là tỉnh Zhetysu, là một tỉnh của Kazakhstan. Trung tâm hành chính nằm tại Taldykorgan. Tổng diện tích của tỉnh là 118.500 km².
Tổng thống Kazakhstan Kassym-Jomart Tokayev công bố vào ngày 16 tháng 3 năm 2022 rằng sẽ thành lập tỉnh. Tỉnh Jetisu được tách ra từ tỉnh Almaty khi sắc lệnh của Tokayev có hiệu lực vào ngày 8 tháng 6 năm 2022. Thủ phủ của tỉnh là Taldykorgan, và trung tâm hành chính tỉnh Almaty chuyển đến Qonayev. Ranh giới của tỉnh gần tương ứng với tỉnh cũ Taldykorgan bị giải thể năm 1997 và hợp nhất với tỉnh Almaty.